# Euphorbia cuneifolia
Euphorbia cuneifolia  (лат.) — вид двудольных растений рода Молочай (Euphorbia) семейства Молочайные (Euphorbiaceae). Впервые описан итальянским ботаником Джованни Гуссоне в 1826 году.
Синоним — Tithymalus cuneifolius (Guss.) Klotzsch & Garcke.

## Распространение и среда обитания
Известен из Италии (Сардиния, Сицилия, а также западные регионы материковой части страны), Франции (Корсика), Туниса и с севера Алжира. Африканские популяции немногочисленны: вид довольно редок в Алжире, в Тунисе известно всего около семи популяций.
Произрастает на влажных лугах, а также на прибрежных травянистых участках и по берегам канав.

## Ботаническое описание
Терофит.
Однолетнее травянистое растение высотой 5—20 см.
Время цветения зависит от региона произрастания и может проходить с марта (в Тунисе) по июнь (на Корсике).
Морфологически очень близок виду Euphorbia helioscopia, но заметно отличается строением плода-коробочки.

## Природоохранная ситуация
Euphorbia cuneifolia занесён в Красную книгу Франции как уязвимый вид. В этой стране растение встречается только на западе и востоке острова Корсика.
По данным Международного союза охраны природы вид находится вне угрозы исчезновения, однако в случае осуществления в будущем хозяйственной деятельности на участках произрастания растения, популяции Euphorbia cuneifolia могут стать более уязвимыми.